# Schloss Trautenfels

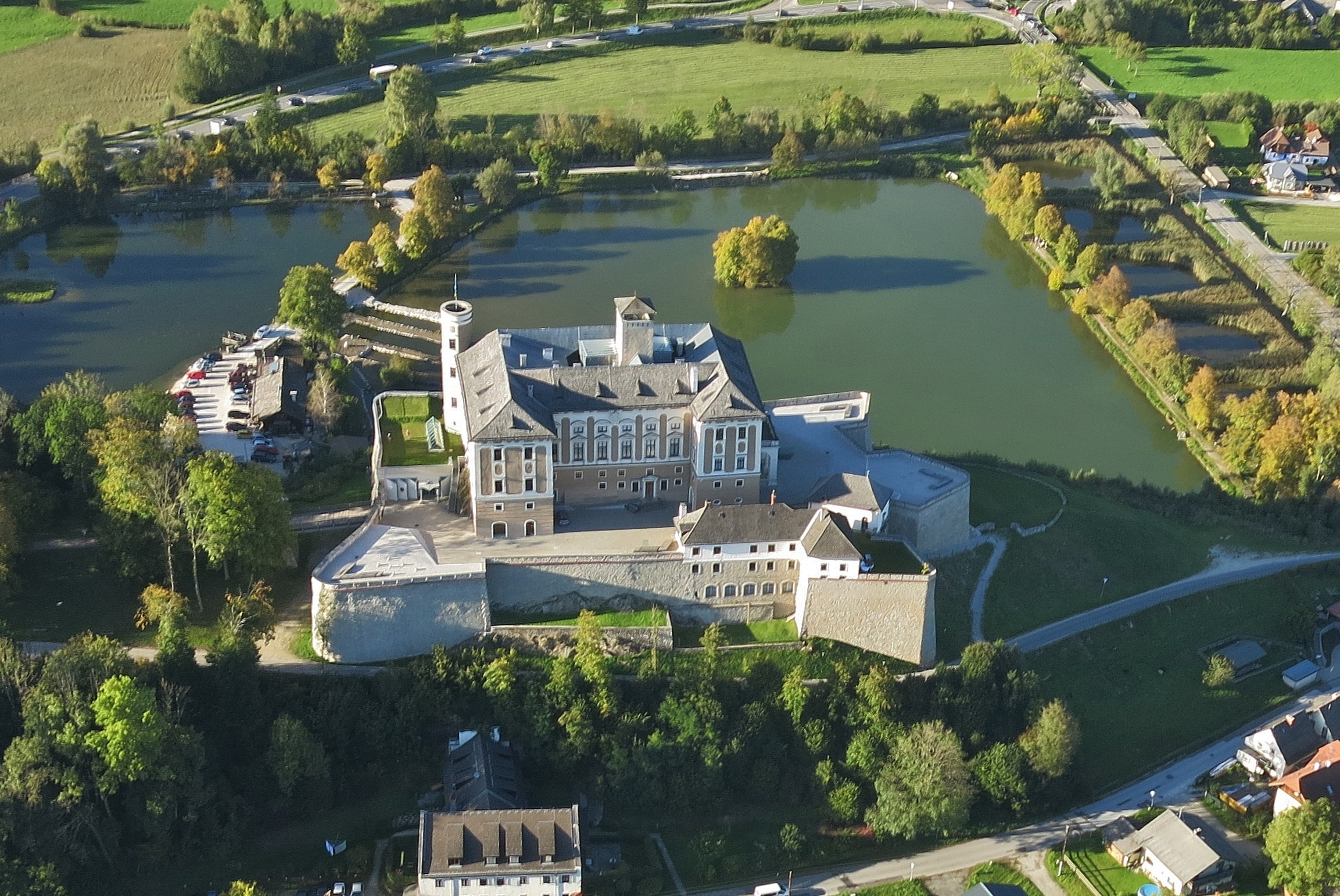
Schloss Trautenfels

Schloss Trautenfels ist ein Schloss in der Gemeinde Stainach-Pürgg im Bezirk Liezen in der Steiermark. Es liegt an der Enns auf einem Felsvorsprung am Fuß des Grimming auf 673 m ü. A.

## Geschichte

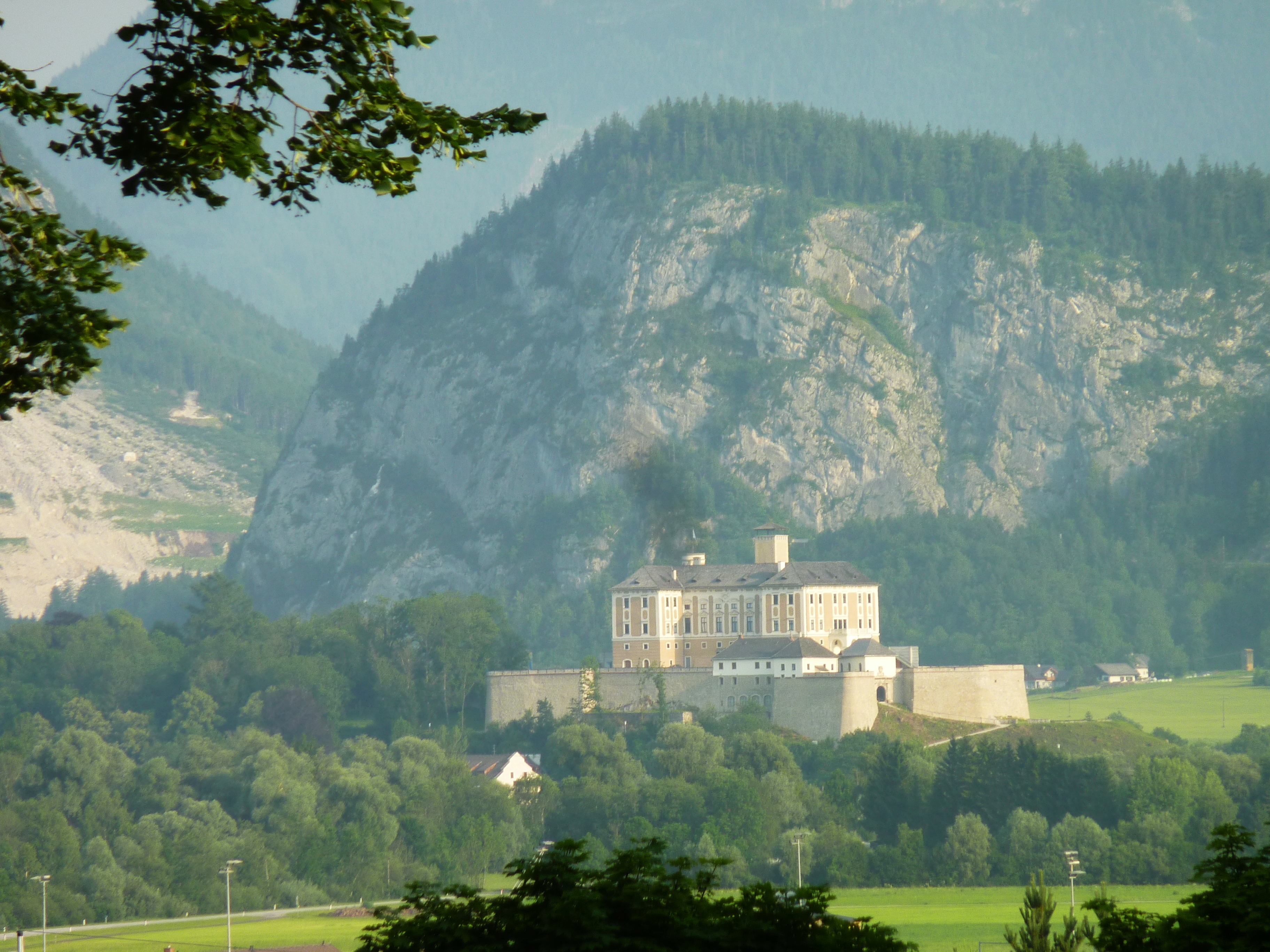

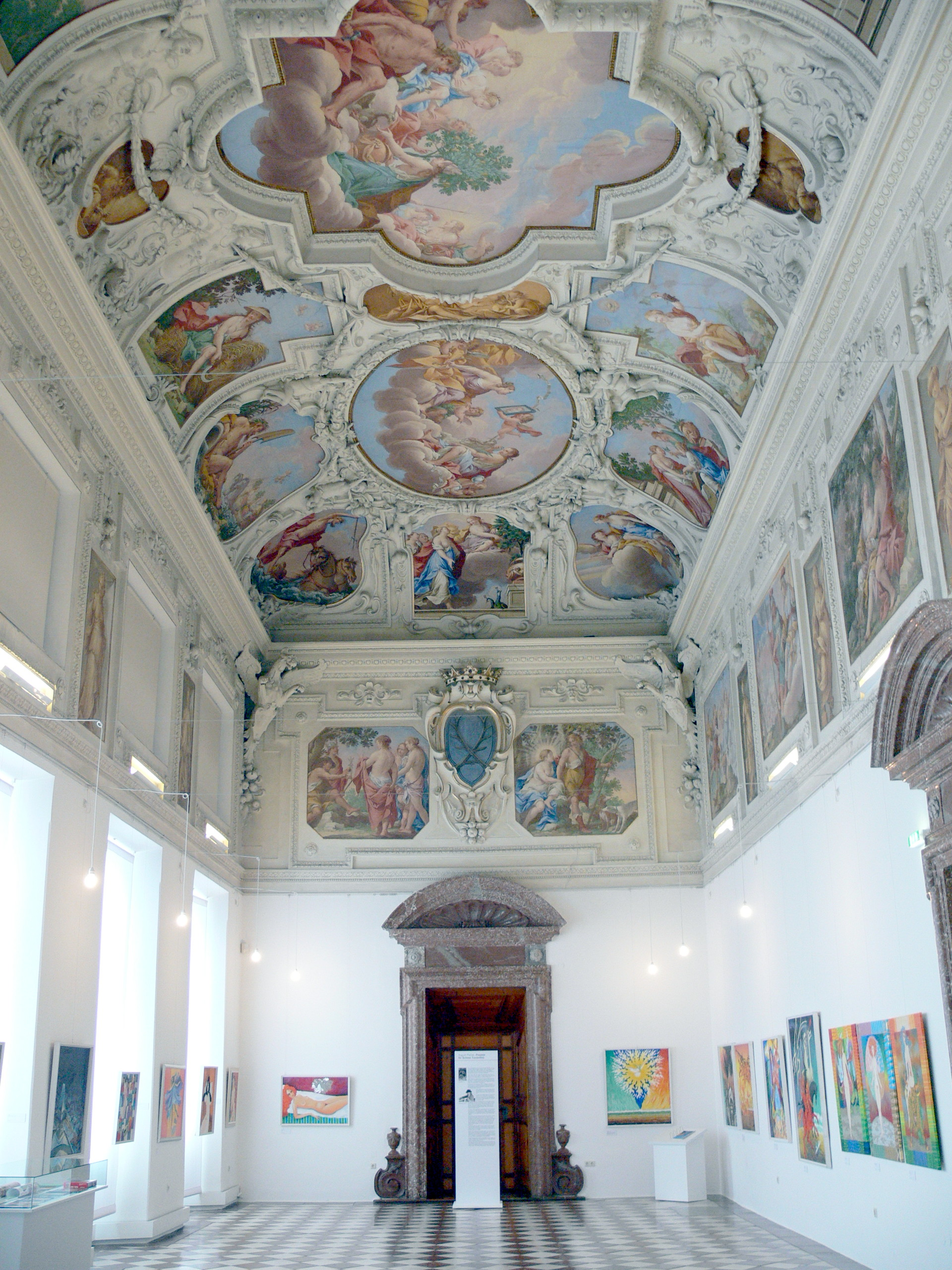
Marmorsaal mit Fresken von Carpoforo Tencalla

Der Bau wurde 1260/62 im Besitz des Erzstiftes Salzburg erstmals urkundlich erwähnt. Er lag am Kreuzungspunkt der Salzstraße mit der Strecke durch das Ennstal und diente als Talsperre. Abt Heinrich von Admont bemächtigte sich 1289 durch einen Handstreich der Burg und ließ sie unter Mithilfe der von ihm abhängigen Bauern des Ennstales weitgehend zerstören. Danach kam die Burg in landesfürstliche Hand und wurde wieder aufgebaut und gemeinsam mit Burg Wolkenstein durch einen Pfleger verwaltet. Bis in das 16. Jahrhundert wurde das Schloss Neuhaus genannt. Mitte des 15. Jh. gelang es dem Pfleger Wolfgang Praun, Neuhaus als freies Eigen zu erhalten. Ihm wurde jedoch die Herrschaft 1490 entzogen, als er Matthias Corvinus unterstützte. Es folgten die Hofmann von Grünbühel, aus dieser Zeit sind Renaissancefresken mit phantastischen Landschaften bemerkenswert, die wohl 1563 anlässlich der Hochzeit des damaligen Schlossbesitzers Ferdinand Hoffmann mit Margarete von Harrach von einem norditalienischen Künstler geschaffen wurden. Es folgten die Freiherren von Praunfalk zu Neuhaus. Im Jahre 1628 erließ Kaiser Ferdinand II., der auch Landesfürst der Steiermark war, ein Dekret, das allen protestantischen Adeligen den Aufenthalt und den Besitz von Gütern in den Erblanden des Landesfürsten verbot. Sie wurden zur Konversion oder zum Verlassen des Landes aufgefordert. Hanns Adam Freiherr von Praunfalk zu Neuhaus emigrierte daraufhin, wie viele andere steirische Grundherren auch, nach Nürnberg. 1652 erwarb Alexander Schifer Freiherr von Feyling das Schloss und errichtete unmittelbar daneben eine Gewehrfabrik.
1664 erwarb der steirische Landeshauptmann Graf Siegmund Friedrich von Trauttmansdorff (1623–1675) das Schloss und ließ es in den nächsten Jahren im Barockstil völlig umbauen und neu ausstatten. 1670 bis 1672 erhielt das Schloss seine heutige Form und wurde Trautenfels genannt. Der mächtige Rechteckbau mit (heute überdachten) Innenhöfen und einem mächtigen Turm beherbergt im ersten Obergeschoß einen repräsentativen Festsaal mit bedeutender Innendekoration (1670 bis 1673) mit Fresken von Carpoforo Tencalla und Stuckaturen von Alexander Serenio. Erwähnenswert sind auch die frei stehende Schlosskapelle sowie die fünf Basteien. Graf Trauttmansdorff fasste die Herrschaft mit einigen im heutigen Slowenien gelegenen Gütern zu einem Fideikommiss zusammen. Da sein Sohn 1684 kinderlos im Kampf gegen die Türken fiel, gelangte die Herrschaft an den Feldmarschalleutnant Siegmund Joachim Graf Trauttmansdorff aus der niederösterreichischen Linie der Familie. 1815 mussten seine Nachfahren das verschuldete Trautenfels versteigern lassen.
Nach zahlreichen Besitzerwechseln kaufte Josef Graf Lamberg 1878 das Schloss. Er war mit Anna Werndl, der Tochter des Steyrer Waffenproduzenten Josef Werndl, verheiratet, wodurch er die nötigen Mittel für den großzügigen Umbau erhielt. Seine Witwe musste Trautenfels aber 1942 an die Deutsche Reichspost verkaufen, die hier ein Erholungsheim für ihre Mitarbeiter einrichten wollte. Als Rechtsnachfolgerin der Deutschen Reichspost schenkte die Republik Österreich 1959 das Schloss dem Steirischen Jugendherbergswerk. Das Land Steiermark hatte bereits 1951 in den Repräsentationsräumen ein Bezirksmuseum eingerichtet. 1983 kaufte die Gemeinde Pürgg-Trautenfels das Schloss und verpachtete es dem Verein Schloss Trautenfels, der sich seither um die Erhaltung des Gebäudes und des Museums bemüht. 1998 wurde das Landschaftsmuseum mit dem Schwerpunkt Wald und Holz wiedereröffnet. Der Umbau und die Revitalisierung für die museale Nutzung erfolgte 1988 bis 1992 nach den Plänen des Architekten Manfred Wolff-Plottegg. 1992 fand hier die Steirische Landesausstellung statt. Das Schloss ist heute Landschaftsmuseum (als Teil des steiermärkischen Universalmuseum Joanneum).

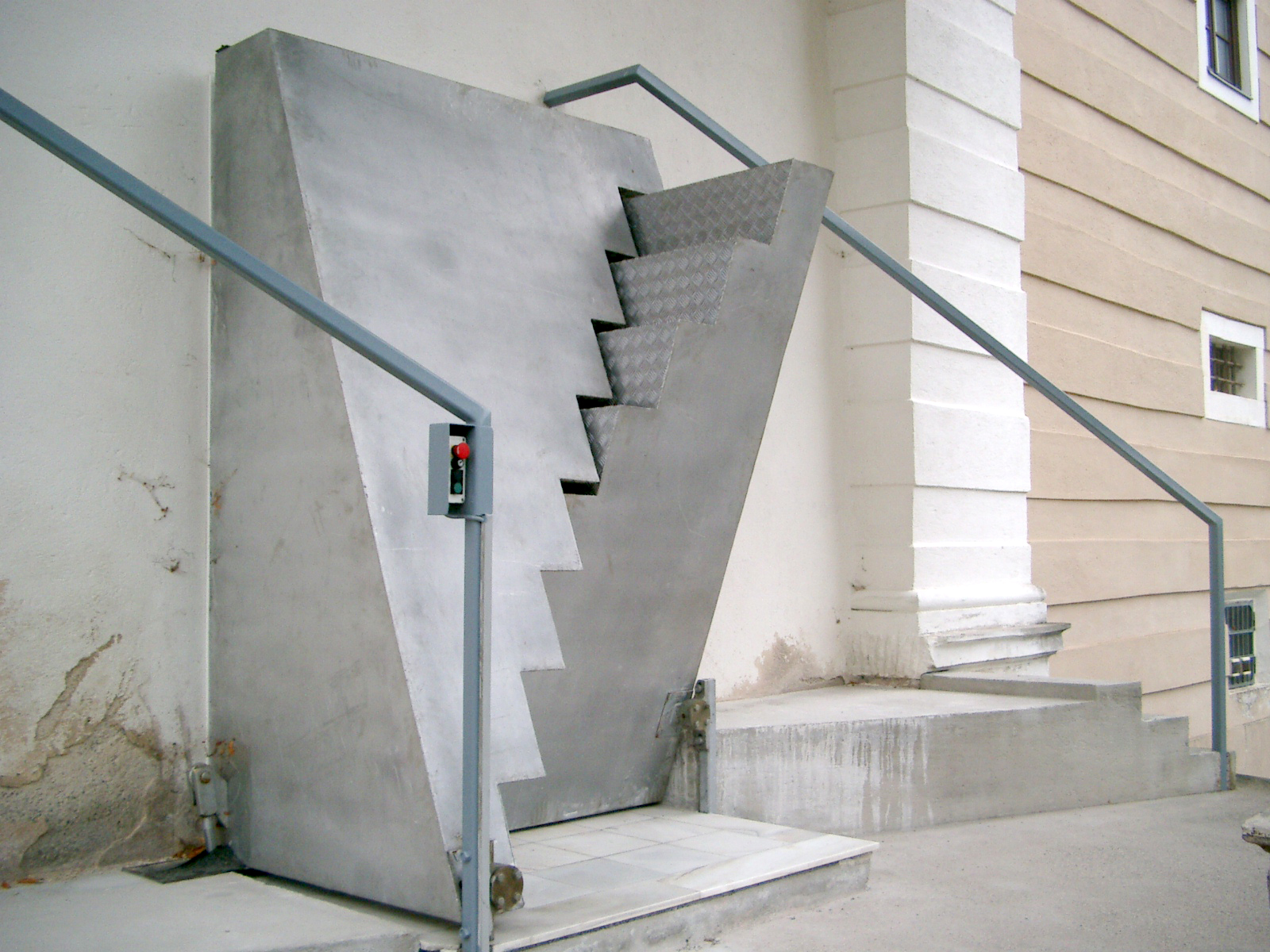
Schloss Trautenfels 1992, Umbau Architekt Manfred Wolff-Plottegg

## Landschaftsmuseum in Schloss Trautenfels

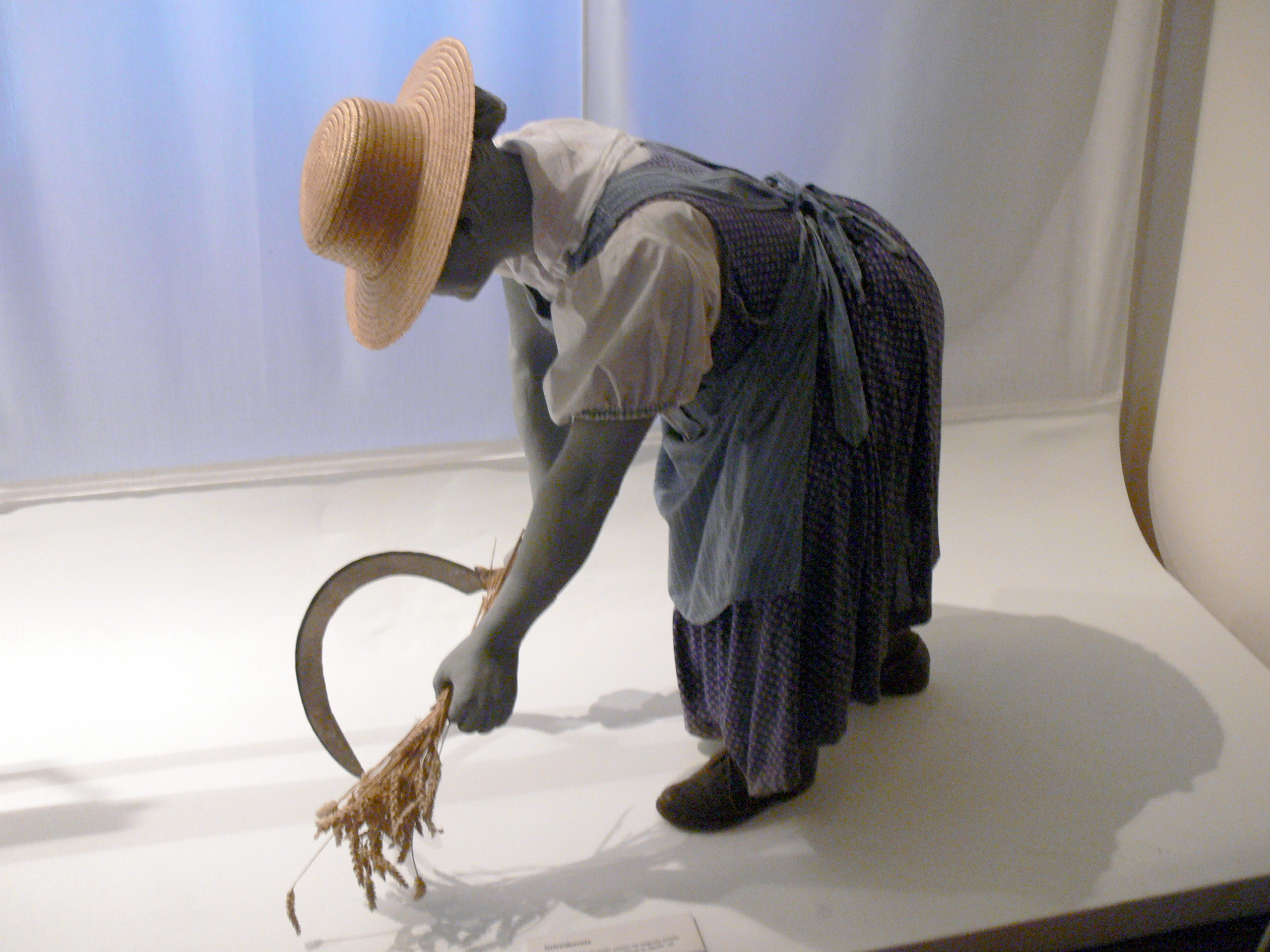
Landschaftsmuseum

Das Schloss präsentiert in einer ständigen Schausammlung rund 1000 Exponate zur Natur- und Kulturgeschichte sowohl des Ennstales als auch des Ausseerlandes. Zusätzlich sind das Geweihzimmer des Grafen Lamberg, der prächtige Marmorsaal, die reich verzierten Prunkräume und ein Aussichtsturm für Besucher geöffnet. Insgesamt verfügt das Museum über 40.000 Einzelstücke sowie eine volkskundliche Fachbibliothek.

## Kirche
Wenige Meter westlich des Schlosses liegt auf demselben Bergrücken die Ruine der evangelischen Kirche Neuhaus. Diese war zur Zeit der Reformation das bedeutendste religiöse Zentrum der Protestanten im oberen Ennstal. Die Kirche wurde von den Schlossherren in Trautenfels errichtet. Aber schon bald fiel sie der Zerstörung durch die Gegenreformation zum Opfer. 1991 wurden die Reste des Bauwerks archäologisch freigelegt und als Gedenkstätte eingerichtet.

## Rezeption
Zu Ehren des Schlosses gab 1975 die Bremer Reederei Deutsche Dampfschifffahrts-Gesellschaft „Hansa“ ihrem neu erworbenen Schwergutfrachtschiff den Namen Trautenfels.